# Berkasovo
Berkasovo (en serbe cyrillique : Беркасово) est un village de Serbie situé dans la province autonome de Voïvodine. Elle fait partie de la municipalité de Šid dans le district de Syrmie (Srem). Au recensement de 2011, elle comptait 1 115 habitants.
Berkasovo, officiellement classé parmi les villages de Serbie, est une communauté locale, c'est-à-dire une subdivision administrative, de la municipalité de Šid.

## Géographie

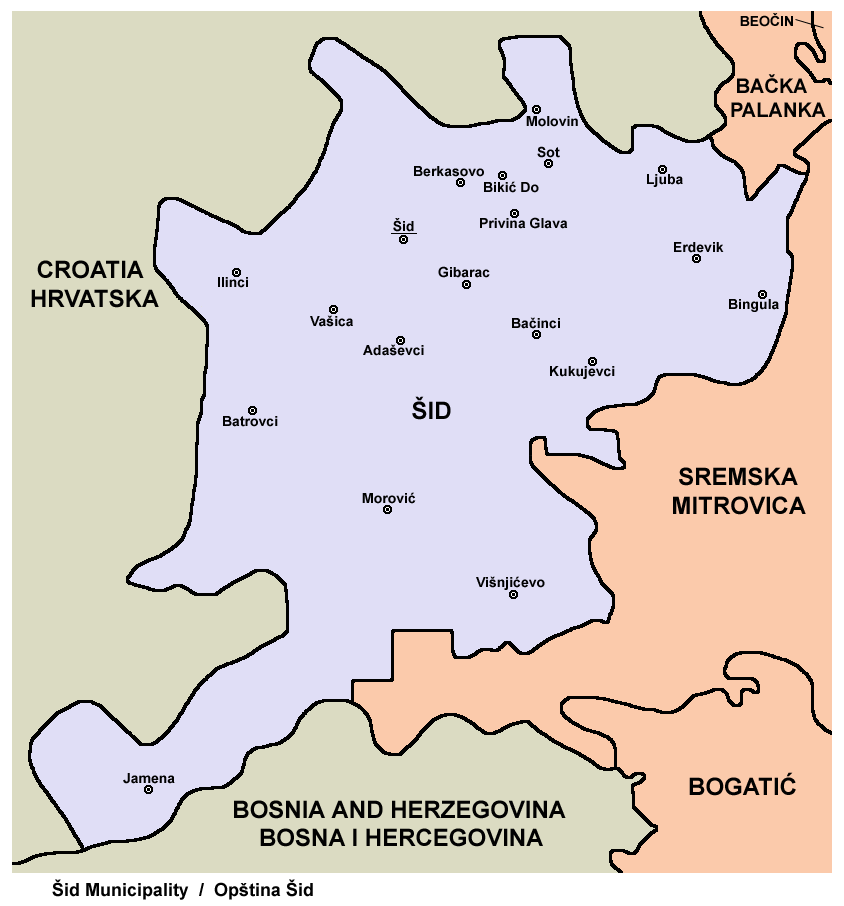
Localisation de Berkasovo dans la municipalité de Šid

Berkasovo se trouve dans la région de Syrmie, sur les pentes sud-ouest du massif de la Fruška gora. Le village est entouré de bois, de champs et de vignes.

## Histoire
Le territoire du village était habité au Néolithique et à l'époque romaine. À l'époque turque, l'actuelle localité se trouvait sur une colline puis, au XVIIIe siècle, elle fut reconstruite en contrebas, le long de l'actuelle route Šid-Ilok.

## Démographie

### Évolution historique de la population
| 1948  | 1953  | 1961  | 1971  | 1981  | 1991  | 2002  | 2011  |
| ----- | ----- | ----- | ----- | ----- | ----- | ----- | ----- |
| 1 156 | 1 235 | 1 214 | 1 213 | 1 217 | 1 103 | 1 228 | 1 115 |

|  |

### Données de 2002
Pyramide des âges (2002)
En 2002, l'âge moyen de la population était de 39,4 ans pour les hommes et 42,2 ans pour les femmes.
Répartition de la population par nationalités (2002)
En 2002, les Serbes représentaient 68,4 % de la population ; le village possédait des minorités ruthènes, croates et slovaques, représentant respectivement 14,5, 3,8 et 1,7 % de la population.

### Données de 2011
En 2011, l'âge moyen de la population était de 42,6 ans, 41,1 ans pour les hommes et 44,1 ans pour les femmes.

## Tourisme
En bordure de forêt, à 2 kilomètres du village, se trouve le motel Lipovača. À proximité se trouve un pavillon de chasse avec un élevage de faisans géré par la société de chasse Fazan. Le peintre Sava Šumanović a représenté dans certaines de ses toiles les alentours du village près du vignoble qu'y possédait sa famille.
Berkasovo abrite une forteresse du XVe siècle ; l'église Saint-Pierre-et-Saint-Paul a été construite entre 1766 et 1778 ; le village abrite également un grenier (en serbe : ambar) ancien lui aussi classé.